# Raphaël-Schwartz
Pour les articles homonymes, voir Schwartz.
Raphaël-Schwartz est un artiste français d'origine ukrainienne, à la fois peintre, graveur et sculpteur, né à Kiev le 1er octobre 1874 et mort à Pau le 3 août 1942.

## Biographie
Raphaël Schwartz arrive à Paris en 1892. Il s'inscrit à l'Académie Julian en 1895 — ce qui corrobore sa date de naissance, 1874, puisqu'il était impossible de s'y inscrire en état de minorité à cause des séances de nu(e)s.
En 1904, son art est remarqué par Albert Besnard et Anatole France, dont il fait d'ailleurs le portrait. Outre le portrait de France, il exécute ceux de Bergson, Rodin, Debussy et Andre Gide.

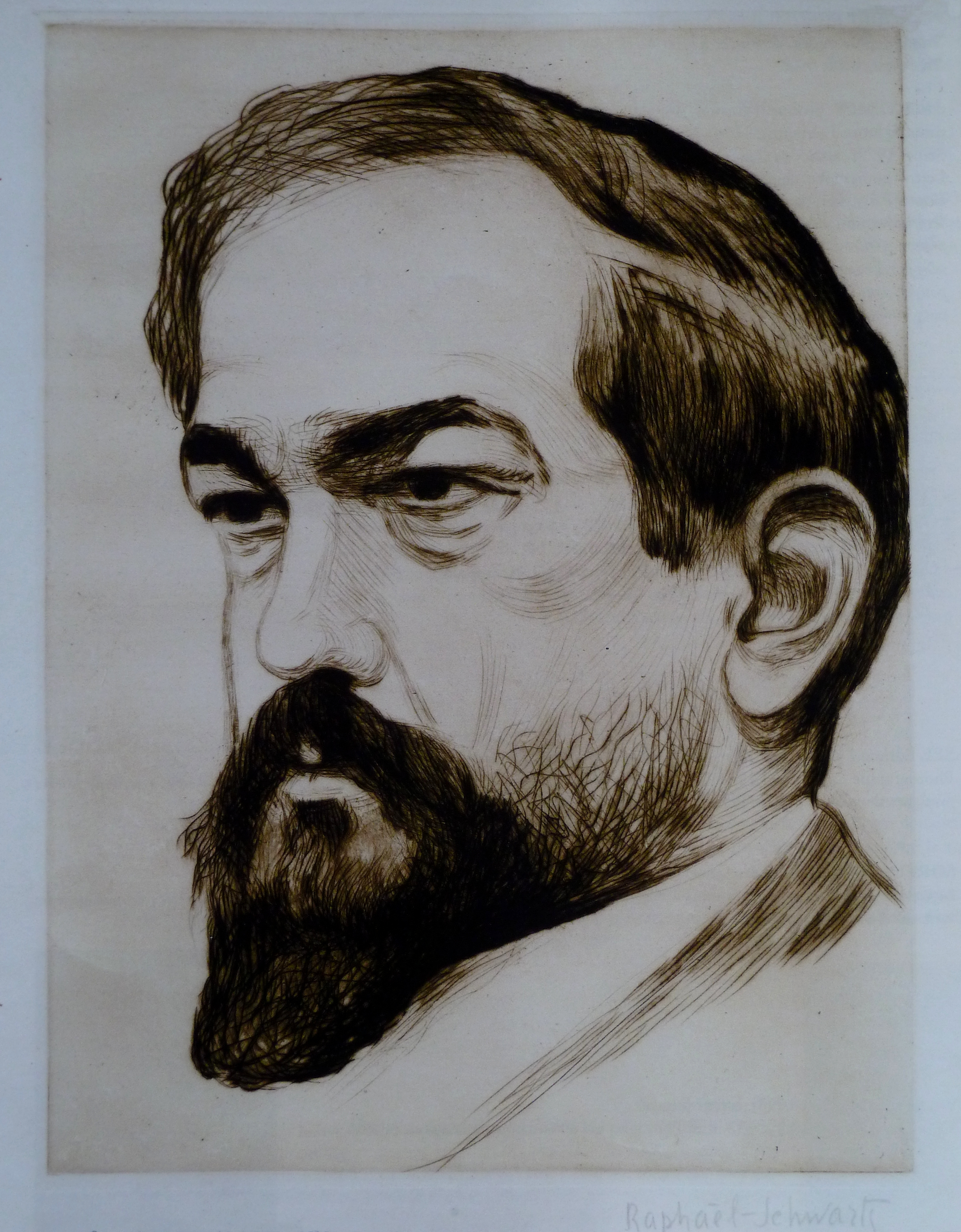
Portrait de Claude Debussy, eau-forte, 1912.

Besnard, préside ensuite la Société internationale de la gravure originale en noir dont Schwartz devient le secrétaire général à partir de janvier 1908 : on y croise également Auguste Lepère, Anders Zorn et Francis Picabia comme vice-présidents, et tous ces artistes exposent régulièrement.
Il épouse la poétesse Solange Rosenmark (1887-1963) le 15 décembre 1908 à la mairie du 18e arrondissement de Paris, dont il divorce le 11 janvier 1918
En janvier 1910, il expose chez Charles Brunner (11 rue Royale, Paris) : L'Aurore sous la plume du jeune critique Robert Kemp parle de « révélation » à propos de ses peintures, sculptures et gravures.
En décembre 1911, Louis Vauxcelles lui consacre dans Gil Blas un élogieux portrait, dans lequel il écrit qu'il « arrive qu'un coloriste se délasse de peindre en gravant ou en modelant. Mais il est rare qu'il se sente assez fort pour soumettre à la fois ce qu'il a réalisé par les trois modes d'expression. ». L'artiste exposait alors à la prestigieuse galerie Barbazanges cofinancée par le couturier Paul Poiret (109 rue du Faubourg Saint-Honoré) plus de cent pièces, un mélange de peintures à l'huile, de pointes sèches et de sculptures.
En 1912, Raphaël Schwartz rejoint la Société nationale des beaux-arts et fait paraître à la fin de cette année chez Henri Floury un recueil de ses pointes sèches intitulé Quelques hommes qui présente vingt portraits de personnalités françaises. Il offre également à la Ville de Paris vingt-huit gravures.
En juillet 1914, il exécute le buste en marbre de Lucie Delarue-Mardrus. Durant le premier conflit mondial, il accueille chez lui des orphelins de guerre,.
Sa signature apparaît dans L’Œil cacodylate, grande peinture de Picabia exécutée en 1921 et longtemps exposée au Bœuf sur le toit.
En juin 1926, Gustave Kahn remarque son travail de graveur, Tolstoï à son lit de mort, exposé au Salon des Tuileries, où l'on compte aussi La Danse, Le Baiser et Femme nue.
Du 22 février au 15 mars 1930, il présente à la galerie Marcel Guiot (Paris), plus de quarante pointes sèches, principalement des nues exécutés au trait et dans un style très caractéristique, et qui donne lieu à un catalogue illustré.
En novembre 1935, dans son atelier parisien situé au 97 avenue des Ternes, il est victime d'une agression par un voisin, ancien officier, qui cherche à l'étrangler : il en résultera une incapacité à travailler pour l'artiste.
Vers 1940-1941, déchu de la nationalité française, apatride, il s'enfuit dans le sud de la France mais refuse de se cacher : en tant que juif, il porte l'étoile jaune, et c'est ainsi que, désespéré, il se pend à Pau le 3 août 1942, alors qu'il était sur le point d'être arrêté et emmené au camp de Gurs.

## Ouvrages illustrés

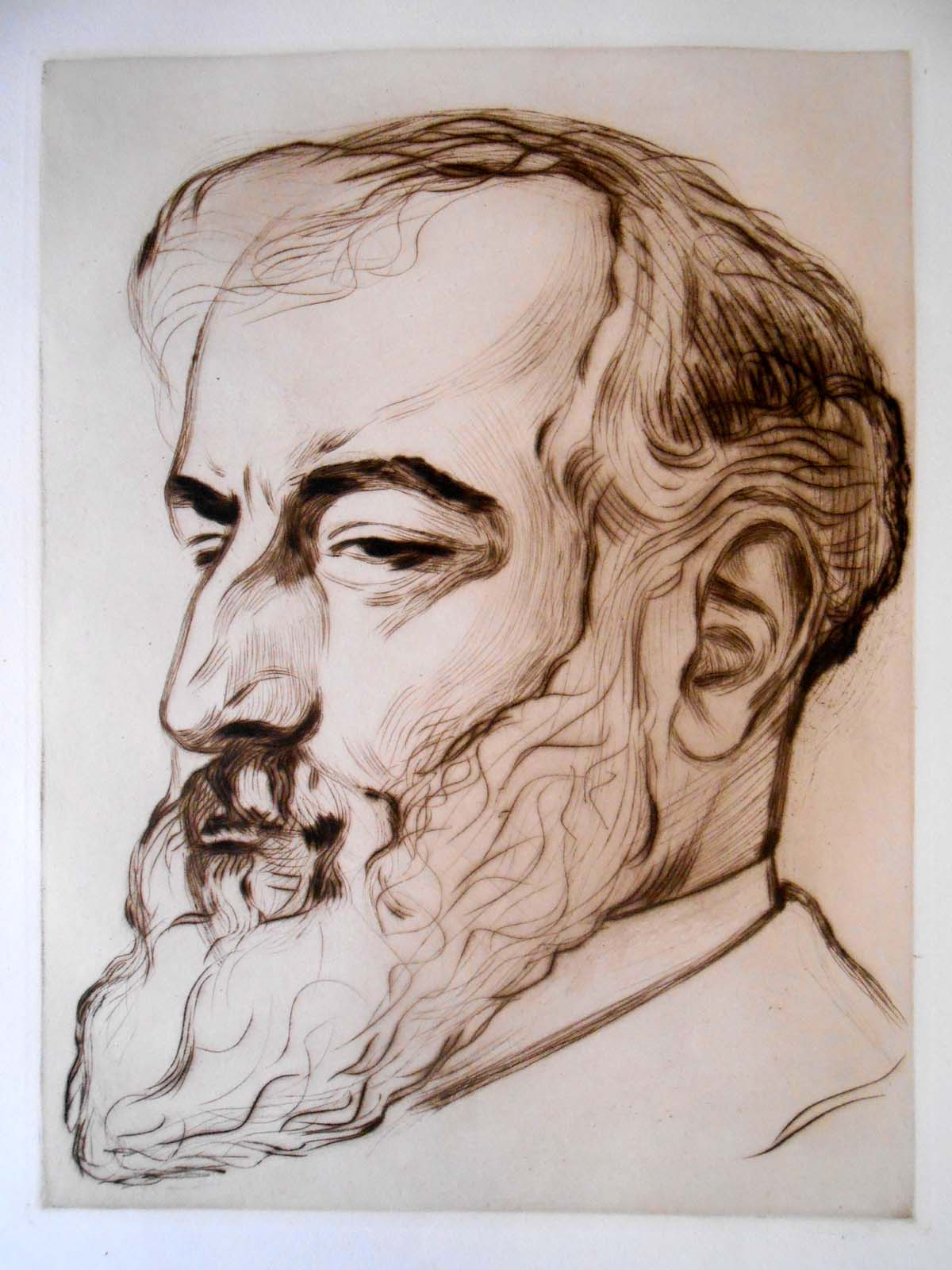
Henri Martin, pointe sèche (avant 1912).

- Quelques hommes, préface d'Anatole France, 20 pointes-sèches, Paris, Henri Floury, 1912.
- Lucien Graux, L'Homme que se crut Dieu, pointe-sèche en frontispice, Paris, Les Amis du docteur, 1928.
- Anatole France, Les Dieux asiatiques, aux premiers siècles de l'ère chrétienne, pointe-sèche en frontispice, Paris, Pour les amis du docteur Lucien-Graux, 1928.

## Conservation
- Portrait de Henri Martin, pointe sèche, avant 1912, musée Paul-Dupuy, Toulouse.
- Jeune Fille endormie, pointe sèche, s.d., Institut d'art de Chicago[13].